# Милош Тарунджиев
Милош Тарунджиев е български революционер, деец на Вътрешната македоно-одринска революционна организация.

## Биография
Роден е в поречкото село Ижище, тогава в Османската империя. Присъединява се към ВМОРО и става районен началник на организацията в Рабетинкол. Взима участие в Илинденско-Преображенското въстание с четата си, в което загива. След смъртта му районен началник става синът му Вангел Тарунджиев.